# Знедолені (фільм, 1995)
«Знедолені» (фр. Les Miserables) — кінофільм режисера Клода Лелуша, що вийшов на екрани у 1995 році. Сюжет стрічки засновано на однойменному романі Віктора Гюго (1862), дія якого перенесена в першу половину XX століття. Фільм отримав премію «Золотий глобус» як найкращий фільм іноземною мовою та низку інших кінематографічних нагород .

## Сюжет
Фільм починається з моменту самогубства графа де Вільнева (Даніель Тоскан дю Плантьє) відразу після новорічного балу, що відкриває нове століття. Заарештовано підозрюваного в його вбивстві особистого водія Анрі Фортена (Жан-Поль Бельмондо). Поки чоловік сидить у в'язниці, марно чекаючи правосуддя, його дружина Катрін вимушена податися в повії, а потім накладає на себе руки; гине і Фортен — при спробі до втечі. Їх син, якого теж звуть Анрі, подорослішавши, стає відомим боксером.
Потім події переносять гдядача на початок 1940-х років, де в центрі уваги опиняється постарілий Анрі Фортен, який допомагає сім'ї юриста-єврея Андре Зімана та балерини Елізи Зіман врятуватися від переслідування нацистів.

## У ролях
| Актор(ка)                 |   | Роль                   |
| ------------------------- | - | ---------------------- |
| Жан-Поль Бельмондо        | … | Жан Вальжан            |
| Мішель Бужена             | … | Андре Зіман            |
| Алессандра Мартінес       | … | Еліза Зіман            |
| Саломе Лелуш              | … | Саломея Зіман          |
| Анні Жирардо              | … | мадам Тенардьє (1942)  |
| Філіп Леотар              | … | Тенардьє (1942)        |
| Клементін Селарьє         | … | Катріна / Фантіна      |
| Філіп Горсан              | … | поліцейський / Жавер   |
| Тіккі Ольгадо             | … | хороший бандит         |
| Руфюс                     | … | Тенардьє (1830 / 1990) |
| Жан Маре                  | … | єпископ Мірієль        |
| Вільям Лемержі            | … | Ейфелева Вежа          |
| Мішлін Прель              | … | мати-ігуменя           |
| Мікаель Коен              | … | Маріус                 |
| Даніель Тоскан дю Плантьє | … | граф Вільнев           |
| Робер Оссейн              | … | розпорядник            |
| П'єр-Алексіс Олланбекк    | … | Гаврош                 |
| Жак Гамблен               | … | церковний сторож       |

## Знімальна група
- Режисер — Клод Лелуш
- Сценарист — Клод Лелуш
- Оператори — Клод Лелуш, Філіпп Паван де Цеккатті
- Композитори — Ерік Бершо, Франсіс Ле, Мішель Легран, Філіпп Сервен, Дідьє Барбелів'єн
- Художники — Жак Бюфнуар, Лоран Тейссейр
- Продюсери — Жан-Поль Де Відас, Клод Лелуш, Таня Зазулінскі

## Визнання
| Нагороди та номінації фільму «Знедолені» | Нагороди та номінації фільму «Знедолені» | Нагороди та номінації фільму «Знедолені» | Нагороди та номінації фільму «Знедолені» | Нагороди та номінації фільму «Знедолені» | Нагороди та номінації фільму «Знедолені» |
| Рік                                      | Нагорода                                 | Категорія                                | Номінант                                 | Результат                                |                                          |
| ---------------------------------------- | ---------------------------------------- | ---------------------------------------- | ---------------------------------------- | ---------------------------------------- | ---------------------------------------- |
| 1995                                     | Чиказький кінофестиваль                  | Приз глядацьких симпатій «Золота дошка»  | Клод Лелуш                               | Перемога                                 |                                          |
| 1995                                     | Національна рада кінокритиків США        | Найкращий іноземний фільм                | Знедолені                                | Перемога                                 |                                          |
| 1996                                     | Премія «Сезар»                           | Найкраща акторка другого плану           | Анні Жирардо                             | Перемога                                 |                                          |
| 1996                                     | Золотий глобус                           | Найкращий фільм іноземною мовою          | Знедолені                                | Перемога                                 |                                          |
| 1996                                     | Премія BAFTA                             | Найкращий неагломовний фільм             | Знедолені                                | Номінація                                |                                          |
| 1996                                     | Асоціація кінокритиків Далласа           | Найкращий фільм іноземною мовою          | Знедолені                                | Перемога                                 |                                          |
| 1996                                     | Асоціація кінокритиків Чикаго            | Найкращий фільм іноземною мовою          | Знедолені                                | Номінація                                |                                          |
| 1997                                     | Лондонське коло кінокритиків             | Найкращий іноземний фільм року           | Знедолені                                | Перемога                                 |                                          |